# 52. ceremonia wręczenia nagród David di Donatello
52. ceremonia wręczenia włoskich nagród filmowych David di Donatello odbyła się 14 czerwca 2007 roku w GranTeatro w Rzymie. Uroczystość prowadził Tullio Solenghi i była ona transmitowana przez stację telewizyjną Rai 2.  8 maja tego samego roku ogłoszone zostały nominacje do nagród.

## Laureaci i nominowani
Laureaci nagród wyróżnieni są wytłuszczeniem.

### Najlepszy film
- Nieznajoma (tytuł oryg. La sconosciuta, reż. Giuseppe Tornatore)
- Anche libero va bene (reż. Kim Rossi Stuart)
- Złote wrota (tytuł oryg. Nuovomondo, reż. Emanuele Crialese)
- Mój brat jest jedynakiem (tytuł oryg. Mio fratello è figlio unico, reż. Daniele Luchetti)
- Sto gwoździ (tytuł oryg. Centochiodi, reż. Ermanno Olmi)

### Najlepszy reżyser
- Giuseppe Tornatore - Nieznajoma (tytuł oryg. La sconosciuta)
- Ermanno Olmi - Sto gwoździ (tytuł oryg. Centochiodi)
- Marco Bellocchio - Reżyser ceremonii ślubnych (tytuł oryg. Il regista di matrimoni)
- Emanuele Crialese - Złote wrota (tytuł oryg. Nuovomondo)
- Daniele Luchetti - Mój brat jest jedynakiem (tytuł oryg. Mio fratello è figlio unico)

### Najlepszy debiutujący reżyser
- Kim Rossi Stuart - Anche libero va bene
- Alessandro Angelini - Słone powietrze (tytuł oryg. L'aria salata)
- Francesco Amato - Ma che ci faccio qui! (tytuł oryg. Ma che ci faccio qui)
- Giambattista Avellino, Ficarra i Picone - Il 7 e l'8
- Davide Marengo - Nocny autobus (tytuł oryg. Notturno bus)

### Najlepszy scenariusz
- Daniele Luchetti, Sandro Petraglia, Stefano Rulli - Mój brat jest jedynakiem (tytuł oryg. Mio fratello è figlio unico)
- Linda Ferri, Francesco Giammusso, Kim Rossi Stuart, Federico Starnone - Anche libero va bene
- Emanuele Crialese - Złote wrota (tytuł oryg. Nuovomondo)
- Giuseppe Tornatore - Nieznajoma (tytuł oryg. La sconosciuta)
- Ermanno Olmi - Sto gwoździ (tytuł oryg. Centochiodi)

### Najlepszy producent
- Donatella Botti dla  BIANCAFILM i Rai Cinema - Słone powietrze (tytuł oryg. L'aria salata)
- Fabrizio Mosca dla Titti Film we współpracy z Rai Cinema, w koprodukcji z Memento Films i Respiro - Złote wrota (tytuł oryg. Nuovomondo)
- Medusa Film - Nieznajoma (tytuł oryg. La sconosciuta)
- Cattleya - Mój brat jest jedynakiem (tytuł oryg. Mio fratello è figlio unico)
- Luigi Musini, Roberto Cicutto dla Cinemaundici - Sto gwoździ (tytuł oryg. Centochiodi)

### Najlepsza aktorka
- Ksenia Rappoport - Nieznajoma (tytuł oryg. La sconosciuta)
- Giovanna Mezzogiorno - Lezioni di volo
- Donatella Finocchiaro - Reżyser ceremonii ślubnych (tytuł oryg. Il regista di matrimoni)
- Margherita Buy - Saturno contro. Pod dobrą gwiazdą (tytuł oryg. Saturno contro)
- Laura Morante - Liscio

### Najlepszy aktor
- Elio Germano - Mój brat jest jedynakiem (tytuł oryg. Mio fratello è figlio unico)
- Giacomo Rizzo - Przyjaciel rodziny (tytuł oryg. L'amico di famiglia)
- Vincenzo Amato - Złote wrota (tytuł oryg. Nuovomondo)
- Michele Placido - Nieznajoma (tytuł oryg. La sconosciuta)
- Kim Rossi Stuart - Anche libero va bene

### Najlepsza aktorka drugoplanowa
- Ambra Angiolini - Saturno contro. Pod dobrą gwiazdą (tytuł oryg. Saturno contro)
- Angela Finocchiaro - Mój brat jest jedynakiem (tytuł oryg. Mio fratello è figlio unico)
- Michela Cescon - Słone powietrze (tytuł oryg. L'aria salata)
- Francesca Neri - Kolacja z nieznajomą (tytuł oryg. La cena per farli conoscere)
- Sabrina Impacciatore - Napoleon i ja (tytuł oryg. N (Io e Napoleone))

### Najlepszy aktor drugoplanowy
- Giorgio Colangeli - Słone powietrze (tytuł oryg. L'aria salata)
- Valerio Mastandrea - Napoleon i ja (tytuł oryg. N (Io e Napoleone))
- Ninetto Davoli - Uno su due
- Ennio Fantastichini - Saturno contro. Pod dobrą gwiazdą (tytuł oryg. Saturno contro)
- Riccardo Scamarcio - Mój brat jest jedynakiem (tytuł oryg. Mio fratello è figlio unico)

### Najlepsze zdjęcia
- Fabio Zamarion - Nieznajoma (tytuł oryg. La sconosciuta)
- Alessandro Pesci - Napoleon i ja (tytuł oryg. N (Io e Napoleone))
- Luca Bigazzi - Przyjaciel rodziny (tytuł oryg. L'amico di famiglia)
- Agnès Godard - Złote wrota (tytuł oryg. Nuovomondo)
- Fabio Olmi - Sto gwoździ (tytuł oryg. Centochiodi)

### Najlepsza muzyka
- Ennio Morricone - Nieznajoma (tytuł oryg. La sconosciuta)
- Teho Teardo - Przyjaciel rodziny (tytuł oryg. L'amico di famiglia)
- Neffa - Saturno contro. Pod dobrą gwiazdą (tytuł oryg. Saturno contro)
- Franco Piersanti - Mój brat jest jedynakiem (tytuł oryg. Mio fratello è figlio unico)
- Fabio Vacchi - Sto gwoździ (tytuł oryg. Centochiodi)

### Najlepsza piosenka
- La paranza i Mi persi w wykonaniu Daniele Silvestri z filmu Nocny autobus (tytuł oryg. Notturno bus)
- Fascisti su Marte w wykonaniu Corrado Guzzanti z filmu Fascisti su Marte
- Eppur sentire (Un senso di Te) w wykonaniu Paolo Buonvino, Elisa Toffoli z filmu Co kryje miłość (tytuł oryg. Manuale d’amore 2)
- Passione w wykonaniu Neffa z filmu Saturno contro. Pod dobrą gwiazdą (tytuł oryg. Saturno contro)
- Centochiodi w wykonaniu Paolo Fresu z filmu Sto gwoździ (tytuł oryg. Centochiodi)

### Najlepsza scenografia
- Carlos Conti - Złote wrota (tytuł oryg. Nuovomondo)
- Francesco Frigeri - Napoleon i ja (tytuł oryg. N (Io e Napoleone))
- Tonino Zera - Nieznajoma (tytuł oryg. La sconosciuta)
- Giuseppe Pirrotta - Sto gwoździ (tytuł oryg. Centochiodi)
- Andrea Crisanti - Farma skowronków (tytuł oryg. La masseria delle allodole)

### Najlepsze kostiumy
- Mariano Tufano - Złote wrota (tytuł oryg. Nuovomondo)
- Maurizio Millenotti - Napoleon i ja (tytuł oryg. N (Io e Napoleone))
- Nicoletta Ercole - Nieznajoma (tytuł oryg. La sconosciuta)
- Mariarita Barbera - Mój brat jest jedynakiem (tytuł oryg. Mio fratello è figlio unico)
- Lina Nerli Taviani - Farma skowronków (tytuł oryg. La masseria delle allodole)

### Najlepszy montaż
- Mirco Garrone - Mój brat jest jedynakiem (tytuł oryg. Mio fratello è figlio unico)
- Francesca Calvelli - Reżyser ceremonii ślubnych (tytuł oryg. Il regista di matrimoni)
- Maryline Monthieux - Złote wrota (tytuł oryg. Nuovomondo)
- Massimo Quaglia - Nieznajoma (tytuł oryg. La sconosciuta)
- Patrizio Marone - Saturno contro. Pod dobrą gwiazdą (tytuł oryg. Saturno contro)

### Najlepszy dźwięk
- Bruno Pupparo - Mój brat jest jedynakiem (tytuł oryg. Mio fratello è figlio unico)
- Mario Iaquone - Anche libero va bene
- Pierre Yves Labouè - Złote wrota (tytuł oryg. Nuovomondo)
- Gilberto Martinelli - Nieznajoma (tytuł oryg. La sconosciuta)
- Marco Grillo - Saturno contro. Pod dobrą gwiazdą (tytuł oryg. Saturno contro)

### Najlepsze efekty specjalne
- L'ètude et la supervision des trucages - Złote wrota (tytuł oryg. Nuovomondo)
- Stefano Coccia, Massimo Contini, Frame by frame, Rebel think, Sirenae Film Post, Spark digital Entertainment, Martina Venettoni, VISION - Fascisti su Marte
- Proxima - Napoleon i ja (tytuł oryg. N (Io e Napoleone))
- LUMIQ STUDIOS - Szlachetny kamień (tytuł oryg. Il mercante di pietre)
- FX Italia Digital Group - Farma skowronków (tytuł oryg. La masseria delle allodole)

### Najlepszy film dokumentalny
- Il mio paese (reż. Daniele Vicari)
- 100 anni della nostra storia (reż. Gianfranco Pannone i Marco Simon Puccioni)
- Bellissime (seconda parte) (reż. Giovanna Gagliardo)
- Souvenir Srebrenica (reż. Luca Rosini)
- L'udienza è aperta (reż. Vincenzo Marra)

### Najlepszy film krótkometrażowy
- Meridionali senza filtro (reż. Michele Bia)
- Armando (reż. Massimiliano Camaiti)
- La cena di Emmaus (reż. Josè Corvaglia)
- Solo cinque minuti (reż. Filippo Soldi)
- Travaglio (reż. Lele Biscussi)

### Najlepszy film Unii Europejskiej
- Życie na podsłuchu (tytuł oryg. Das Leben der Anderen, reż. Florian Henckel von Donnersmarck)
- Notatki o skandalu (tytuł oryg. Notes on a Scandal, reż. Richard Eyre)
- Mój najlepszy przyjaciel (tytuł oryg. Mon meilleur ami, reż. Patrice Leconte)
- Królowa (tytuł oryg. The Queen, reż. Stephen Frears)
- Volver (reż. Pedro Almodovar)

### Najlepszy spoza Unii Europejskiej
- Babel (reż. Alejandro González Iñárritu)
- Listy z Iwo Jimy (tytuł oryg. Letters from Iwo Jima, reż. Clint Eastwood)
- Mała miss (tytuł oryg. Little Miss Sunshine, reż. Jonathan Dayton i Valerie Faris)
- W pogoni za szczęściem (tytuł oryg. The Pursuit of Happyness, reż. Gabriele Muccino)
- Infiltracja (tytuł oryg. The Departed, reż. Martin Scorsese)

### Nagroda David Giovani
- Czerwony jak niebo, reż. Cristiano Bortone
- Złote wrota, reż. Emanuele Crialese
- Saturno contro. Pod dobrą gwiazdą, reż. Ferzan Ozpetek
- Noc przed egzaminami, reż. Fausto Brizzi